# Kočkor-Ata
Kočkor-Ata (in kirghiso Кочкор-Ата?) è una città kirghisa nel distretto di Nooken, nella regione di Žalalabad. Nel 2021 la sua popolazione era di 17 476 abitanti. Situata a pochi passi dal confine con l'Uzbekistan, la città è stata fondata nel 1952 in seguito alla scoperta del petrolio nel sottosuolo circostante.